# Vendeuil
Vendeuil – miejscowość i gmina we Francji, w regionie Hauts-de-France, w departamencie Aisne.

## Demografia
Według danych na rok 1990 gminę zamieszkiwało 881 osób, a gęstość zaludnienia wynosiła 61 osób/km². W styczniu 2014 roku Vendeuil zamieszkiwało 938 osób, przy gęstości zaludnienia wynoszącej 65 osób/km².